# 葫芦岛广播电视台
葫芦岛市广播电视台是中华人民共和国遼寧省葫芦岛市的市级广播電視台，1990年8月14日建立。